# Clan Arakawa
Pour les articles homonymes, voir Arakawa (homonymie).
Le clan Arakawa (荒川氏, Arakawa-shi) est un clan japonais du Japon médiéval. Il occupait la province d'Echigo pendant la période Sengoku. Il servait le clan Nagao puis le daimyo Kenshin Uesugi. Il prend plus tard le nom de clan Ina lorsqu'il arrive dans la province de Shinano.